# ناپدید شدن استل موزن
پروندهٔ استل موزن یک پرونده جنایی فرانسوی است که در ۹ ژانویه ۲۰۰۳ با ناپدید شدن استل موزن در شهر گورمانت فرانسه آغاز شد. استل موزن دختری نه ساله بود که در حال بازگشت از مدرسه ناپدید شد.
این ناپدید شدن مدت‌ها حل نشده باقی ماند و تحقیقات به بن‌بست رسید؛ اما شانزده سال و نیم بعد، در ۲۷ نوامبر ۲۰۱۹، میشل فورنیره، قاتل سریالی پدوفیل که قبلاً به حبس ابد محکوم شده بود، مظنون اصلی شناخته شد: او به اتهام «آدم‌ربایی و حبس کاذب به دنبال مرگ» متهم شد. سپس، در ۲۴ ژانویه ۲۰۲۰، مونیک اولیویه، همسر سابقش، ادعا کرد که او واقعا استل موزین را کشته‌است. سرانجام در ۶ مارس ۲۰۲۰ این ادعا با اعترافات میشل فورنیره تأیید شد.
هر ساله راهپیمایی به یاد استل موزین برگزار می‌شود.